# Johan Bottheim
Johan Bottheim, född 27 april 1922 i Lesja, Oppland fylke, död 4 september 2016 i Oslo, var en norsk-svensk företagsledare.
Bottheim, som var son till kapten John Bottheim och lärare Barbro Nordahl, utexaminerades från Norges tekniske høgskole i Trondheim 1948. Han blev chef för kraftverksavdelningen vid Siemens A/S i Norge 1948, överingenjör där 1955, direktör och chef för fabriken och filialen i Trondheim 1963, medlem av direktionen och chef för starkströmsavdelningen vid Siemens Norge A/S 1965, vice verkställande direktör i Siemens AB i Stockholm 1969 och var verkställande direktör 1969–1984. Han var ordförande i Elektriska arbetsgivareföreningen 1971–1984, i Siemens-Elema AB 1972–1991, styrelseledamot i AB Osram-Elektraverken 1973–1984, i Siemens AB 1969–1993, i Elektroindustriförbundet och styrelseordförande i El-Partner Grossist AB från 1979.